# Вільхова (станція)
Вільхова́ — проміжна залізнична станція Лиманської дирекції Донецької залізниці на лінії Іллєнко — Родакове між станціями Кіндрашівська (8 км) та Чеботівка (30 км). Розташована в селищі Вільхове Щастинського району Луганської області.
Є останньою станцією на території України перед кордоном із Росією. 

## Історія
Станція відкрита 1898 року.
До 2014 року станція була кінцевою для поїздів Луганської дирекції у напрямках на Луганськ та на Кіндрашівську. Через військову агресію Росії на сході України залізничне сполучення припинене.